# Сент-Сюзан (Реюньон)
Сент-Сюзан (фр. Sainte-Suzanne) — город на острове Реюньон, в одноимённом регионе.

## Расположение
Граничит с городами Сент-Андре, Сент-Мари и Салази. На севере омывается Индийским океаном.

## История

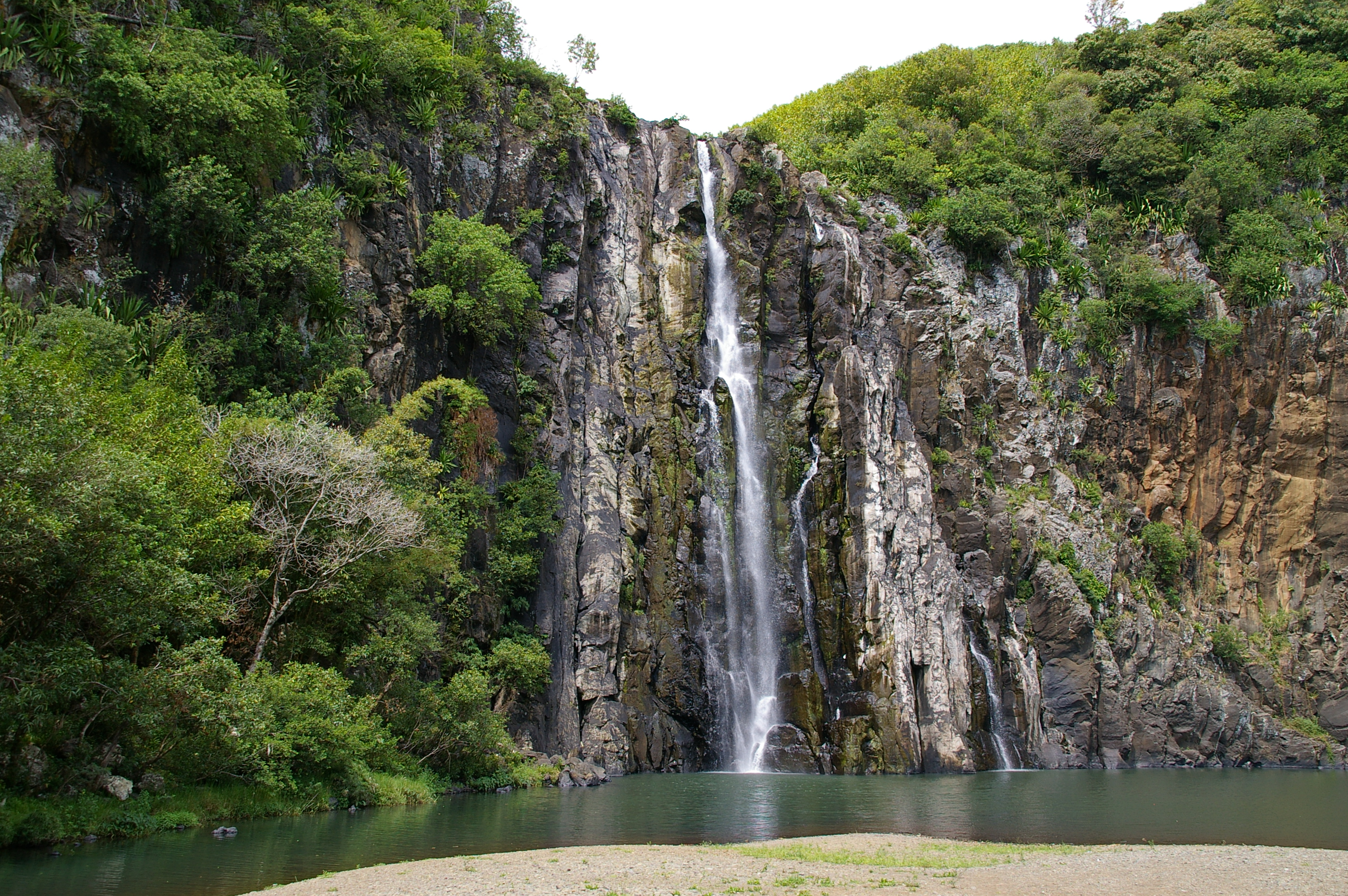
Водопад Ниагара в окрестностях города

Первые поселенцы обосновались на месте будущего города в 1646 году, вскоре после обнаружения острова французами. Это были двенадцать бунтовщиков, которых бросили здесь на произвол судьбы. Однако все они выжили, охотясь и занимаясь рыбной ловлей. В 1667 году, когда началась французская колонизация острова, в этом же месте высадили новых поселенцев, которые должны были освоить местные плодородные почвы. Они посадили рис, бананы, хлопок, табак и кофе. С XIX века выращивался также сахарный тростник, а с 1841 года здесь начали культивировать ваниль, что впоследствии принесло процветание всему острову.

## Население
По состоянию на 2013 год в городе проживало 22 209 человек.

## Экономика
В Сент-Сюзан развито сельское хозяйство, в частности, выращивание сахарного тростника.

## Достопримечательности

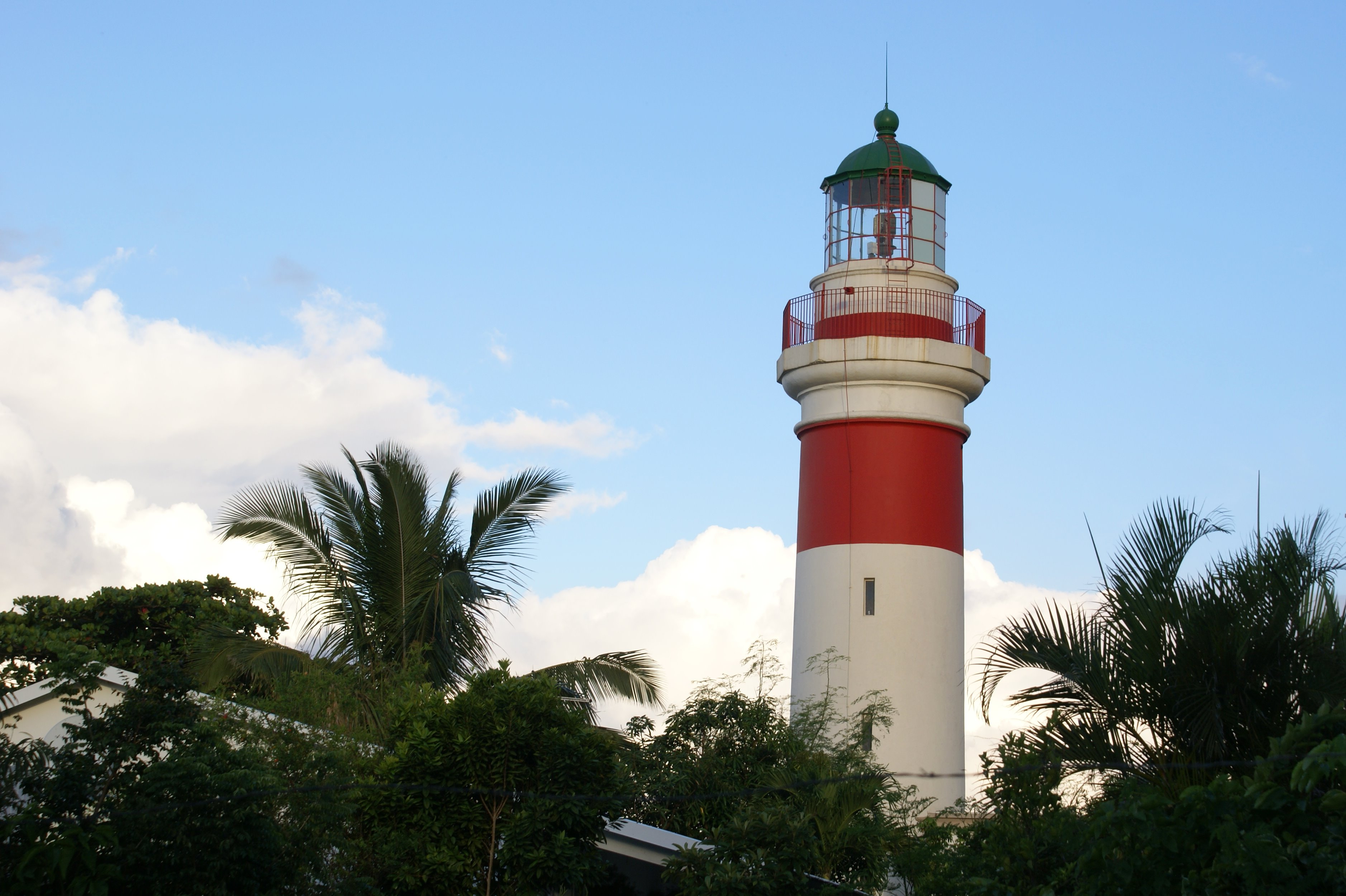
Маяк Бель-Эр

В городе находится маяк Бель-Эр, построенный в 1845 году и имеющий статус исторического памятника.
В окрестностях города, на одноимённой реке, находится водопад Ниагара.

## Известные личности
В Сент-Сюзан родился Эдмонд Альбиус, чернокожий раб, открывший в возрасте двенадцати лет способ ручного опыления ванили.